# Préfecture des Lacs
Au Togo, la préfecture des Lacs est une division administrative de second ordre (class A - Région administrative) de la Région maritime.
La préfecture des Lacs est située à 66 mètres d'altitude et sa population s'élève à 197 616 personnes en 2016 avec 6 522 naissances cette année là. La langue parlée est le éwé.
La préfecture des Lacs est aussi connu(e) comme Komla Kondji, Komlan Kopé.